# 中村仁樹
中村 仁樹（なかむら まさき、1983年4月13日 - ）は、尺八演奏家・作曲家。東京藝術大学音楽学部邦楽科尺八専攻卒業。

## 略歴
愛媛県宇和島市出身。宇和島市立住吉小学校、宇和島市立城北中学校、愛媛県立宇和島東高等学校卒業。浄土宗芸術家協会会員。「しのぶ」ファッションモデル。
5歳よりクラシックピアノを習い、中学時代にはバンドでギターを担当していた。17歳の時に父が趣味で吹いていた尺八と出会い、その魅力に魅せられ、2002年に愛媛県立宇和島東高校卒業後、東京藝術大学音楽学部邦楽科尺八専攻に入学する。
「尺八新人王決定戦」、「東京邦楽コンクール」、「和洋楽器グループコンテスト」など、数々のコンクールで優勝を果たし、卒業後は和と洋、古典とジャズ、ポップスなど、様々なジャンルを自在に行き来して活躍中。山口崇、藤原道山、上妻宏光、和代人平、歌手坂本冬美、紫舟とコラボレーション。スクウェア・エニックス『戦国IXA』テーマソング参加。演奏家として各地のコンサートやイベントに出演すると同時に、作詞作曲・編曲、レコーディングにも多数参加している。2018年ベストデビュタントオブザイヤー受賞。
『週刊文春』2013年9月19日号では、「和系イケメン王子」と特集記事に掲載され、注目を浴びる。
2015年11月22日、
- 桜men
2.5次出身の宇和島文化大使に任命される。（現在はうわじまアンバサダー） 2015年に新たにスタートしたダンスミュージックと邦楽ユニット「HANABI」がクールジャパン認定アーティストとなる。  2017年11月1日、avexより崎山つばさwith 桜men のメンバーとして、シングル『月花夜』でメジャーデビュー。オリコンデイリーランキング最高2位、ウィークリーランキング4位を獲得。  2018年5月5日発売、崎山つばさ with 桜menの2枚目のシングル『螺旋』では、作詞作曲を手がける。オリコンチャート6位。  2019年3月27日発売、SOLIDEMOwith桜men『My Song My Days』に収録されている『華mist』作詞作曲を手がける。オリコンチャート6位。  2020年5月13日発売、桜men1枚目のアルバム『華の大演舞会』でavexよりメジャーデビュー。  2021年『愛媛新聞』大型コラム「道標～ふるさと伝言～」にて連載。  2022年 サスティナブルな旅と暮らしのWebマガジン『TABITO Japan』にてコラム連載

## 参加ユニット
- 蓮-REN-
中村仁樹（尺八）と、いぶくろ聖志（二十五絃箏）からなる和楽器ユニット。
日本だけでなく、世界中を旅して「大自然」をテーマに楽曲を制作している。
- 斬月-zangetsu-
2007年、BU-SHI-DO名義での国際交流基金主催、東欧5か国ツアーがきっかけで、白田路明（三味線）、Ajo（和太鼓奏者）、橋口隆之の3人で結成。2009年には、中村仁樹（尺八）が加わって4人組となる。
- HANABI
2016年海外市場向けのHANABI projectに参加。津軽三味線の久保田祐司 とDJ HANABIとHANABIを結成

## アルバム・シングル・DVD
ソロ・所属ユニット作品
- 蓮-REN- 1st album（2012年4月発売）
- 蓮-REN- 『live with BAND』（2012年発売）
- 蓮-REN- 『1st album改』（2013年3月発売）
- 蓮-REN- 『2nd album 風にのって』（2013年7月発売）
- 斬月（2013年7月発売）
- HANABI-Modern Colors-(Original Mix)(2016年2月26日発売）
- 中村仁樹 1stソロアルバム『祈り』（2016年10月26日発売）
- HANABI EP（2016年8月24日配信リリース）
- HANABI『Stanllie Remixes』（2017年5月30日配信リリース）
- HANABI『HANABI EP Ⅱ』（2017年6月30日配信リリース）
- 崎山つばさ with 桜men『月花夜』（2017年11月1日発売）
- 崎山つばさ with 桜men『螺旋』（2018年5月2日発売）
- HANABI 『睡蓮 -SUIREN』（2018年11月9日配信リリース）
- HANABI 『混沌-CHAOS- feat. Relect 』（2018年12月14日配信リリース）
- HANABI 『風の通り道 -PATH OF THE WIND- feat. DJ KAYA』（2019年1月11日配信リリース）
- HANABI 『SHIBUYA DRIFT feat. DJ TORA』(2019年1月18日配信リリース）
- HANABI 『Mystic Valley』(2019年3月22日配信リリース）
- SOLIDEMOwith桜men『My Song My Days』『華mist』（2019年03月27日発売）
- HANABI 『TRIBAL NATION feat. DAISHI DANCE』（2019年5月27日配信リリース）
- HANABI 『Ghibliental -ジブリエンタル- produced by HANABI』（2019年6月26日リリース）
- 桜men 『華の大演舞会』（2020年5月13日リリース）
- 中村仁樹 2ndソロアルバム『願い』（2022年10月15日発売）

参加作品
- 壱太郎 2nd アルバム 【ワダイコイチタロ ｢破｣】
- Pax Japonica Groove『Knock! Back! Rock!』Odori参加(2013年12月04日発売)
- UNDEAD CORPORATION『海の風 陸の花』
- 高橋直純マキシシングルPONPONKING（2016年1月13日発売）
- ライブビデオ ネオロマンス・ライヴ 遙か祭2015(2016年1月20日発売）
- AKIHIDEソロアルバム『ふるさと』に参加（2016年3月23日発売）
- SPREAD（内田ゆう子&中村仁樹）『Spirit』（2017年7月12日発売）
- 川井郁子アルバム『LUNA』の"赤い月""ブルーバード ～尺八ver.～ "参加（2017年11月1日発売）
- Pax Japonica Groove『PIANORIUM』"Playing The Butterfly"参加（2018年3月28日発売）
- Ameno（20th→TOKYO MIX）〜テレビ朝日 GET SPORTS テーマ曲（2018年7月3日）
- Paul Grabowsky『The Gravity Project 』参加（2018年9月5日発売）
- 高杉晋作(CV.KENN) with 桜men『己が道』（2018年11月28発売）
- sourcesアルバム『Next』の"阿修羅"に参加（2019年3月13日発売）
- DA PUMP『U.S.A.(桜men Remix)』に参加（2019年3月20日配信リリース）
- EGOISTシングル『咲かせや咲かせ』に参加（2019年5月15日配信リリース）
- 桜men feat. 多和田任益 『IZANAGI』（2019年10月19日発売）
- ONE PIECE「ワノ国編」BGM担当

## 作詞・作曲・編曲
- 崎山つばさ with 桜men『螺旋』作詞/作曲（2018年5月2日発売）
- 崎山つばさ 『薫ル恋ノ夢』作詞/作曲（2018年12月19日発売）
- SOLIDEMO with 桜men『華mist』作詞/作曲（2019年3月27日発売）
- SOLIDEMO with 桜men『My Song My Days 』編曲（2019年3月27日発売）
- 桜men『桜花繚乱』作詞/作曲（2020年5月13日発売）
- 桜men『疾風迅雷』作詞/作曲（2020年5月13日発売）
- 桜men『不夜城のカラス』作詞/作曲（2020年5月13日発売）
- 桜men『花神楽～煌めきの箏曲～』作曲（2020年5月13日発売）
- 桜men『桜並木の続く丘で』作詞/作曲（2020年5月13日発売）
- 桜men『風の旅人～一尺八寸の雷鳴～』作詞/作曲（2020年5月13日発売）

## 主な活動履歴
2024年
- いぶくろ聖志生音演奏会「琴線共鳴」ゲスト出演（2024年9月21日）
- ドイツMAIN MATSURI JAPAN FESTIVAL（2024年8月16日、17日、18日）
- 斬月全国ツアー「行燈行脚」（2024年6月16日、29日、7月6日、9日）
- ＮＨＫラジオ ライブジャポニズム「福之音」出演（2024年6月9日）
- 蓮－REN－ セカンドライブ～rain tree～（2024年6月9日）
- 中村仁樹バースデーライブ in MARK Ⅵ（2024年4月13日）
- 斬月アルバムリリースライブ in 六本木クラップス（2024年3月24日）
- 鈴華ゆう子 和×弦楽器　ストリングスコンサートゲスト出演（2024年3月17日）

- 蓮ライブコンサート＆ファンミーティングinDDD青山クロスシアター（2024年2月3日）
- 中村仁樹Winter Live in Cafe&Live spot FJ's(2024年2月20日）
- 桜men DREAM HOPE&FESTIVAL in姫路公演（2024年1月28日）
- 桜men DREAM HOPE&FESTIVAL in滋賀公演（2024年1月27日）
- 桜men DREAM HOPE&FESTIVAL in東京公演（2024年1月16日）
- 桜men DREAM HOPE&FESTIVAL in博多公演（2024年1月14日）

2023年
- 宇和島ガイヤカーニバル（2023年７月22日）
- 桜men SPECIAL LIVE in スターパインズカフェ（2023年7月13日）
- 中村仁樹Live in 吉祥寺Strings（2023年７月2日）
- 斬月Live in 六本木Claps（2023年5月28日）
- 中村仁樹バースデーライブ in 中目黒楽屋（2023年4月16日）
- GMO SONIC in さいたまスーパーアリーナ（2023年1月28日～29日）
- 加茂新春コンサート in 加茂文化会館（2023年1月22日）
- お囃子プロジェクト in かなっくホール（2023年1月7日）

2022年
- サウジアラビア「リヤド・シーズン 2022-ジャパンアニメタウン」(2022年12月14日～15日）
- 中村仁樹Live with Special Band in 中目黒楽屋（2022年12月11日）

- 和楽器スペシャルライブ in 南予文化会館大ホール（2022年12月4日）
- 秋によす風雅 透明な音世界」in王祇会館（2022年11月9日）

- 日本モンゴル国交樹立50周年コンサート「絆Project」モンゴル中央文化宮殿（2022年11月11日）
- 2ndアルバム発売記念Live in Jz Brat sound of tokyo（2022年10月15日）
- 高橋理香芸歴50周年羽衣記念コンサート in 新潟市民芸術文化会館（2022年10月1日）
- 風雅透明な音の世界 in 庄内町文化創造館響ホール（2022年９月25日）
- にっぽん丸クルーズ（2022年８月2日～７日）
- モガミ住建 presents 流転 in 東ソーアリーナ（2022年7月31日）
- プレミアムライブ玉響 in playground Cafe Box（2022年7月30日）

2021年
- イオンモール春日部 桜menミニライブ＆特典会(2021年3月14日）
- イオンモール土浦 桜menミニライブ＆特典会（2021年2月11日）

2020年
- イオンモール土浦 桜menミニライブ＆特典会（2020年12月12日）
- a-nation online 2020（2020年8月29日）
- OMOTENASHI MATSURI - 2020 August（2020年8月9日）

2019年
- 桜men　X´masコンサート～天翔る雪の宴～ inイオンレイクタウンmori（2019年12月22日）
- HANABI「MATSURI presented by SUNTORY」六本木V2 TOKYO(2019年12月13日、14日）
- 茂本ヒデキチ×桜men inしこちゅ～ホール（2019年10月27日）
- NENBUTSU FESTIVAL 2019 in増上寺（2019年10月14日）
- 魔法使いと黒猫のウィズ Live Concert 2019 in神戸（2019年9月28日）
- 魔法使いと黒猫のウィズ Live Concert 2019 （2019年9月1日）
- ULTRA JAPAN 2019 （2019年9月15日）
- FINA世界水泳選手権 in 韓国（2019年7月28日）
- サン・プリンセス号（2019年7月1日～7月16日）
- 代沢芸術祭2019 森巌寺（2019年5月4日）
- 桜men SPECIAL LIVE ～満開！桜祭り 和楽器に酔いしれる春の宴～ BLUES ALLEY JAPAN （2019年4月16日）
- 桜men スペシャルステージin飛鳥Ⅱ（2019年3月24日～3月28日）
- 第20回育藝会コンサートin東京オペラシティ（2019年3月16日）
- コンサートon氷川丸（2019年3月8日）
- 小川未明×ARTE Y SOLERAコラボレーション第三弾　desnudo Vol.16「牛女」(2019年1月31日～2月1日）
- HANABI　YOU MAKE SHIBUYA COUNTDOWN 2018-2019（2018年12月31日～2019年1月1日）

2018年
- 崎山つばさ with 桜men リリースイベントin東京・池袋サンシャインシティ（2018年5月1日）
- 崎山つばさ with 桜men リリースイベントin埼玉・イオンモール北戸田 （2018年5月2日）
- 崎山つばさ with 桜men リリースイベントin東京・東京ドームシティ（2018年5月3日）
- 崎山つばさ with 桜men リリースイベントin愛知・イオンモール大高（2018年5月4日）
- 桜men 単独ライブin大阪・三井アウトレットパーク大阪鶴見（2018年5月5日）
- 崎山つばさ with 桜men リリースイベントin大阪・くずはモール （2018年5月6日）
- Lily-Jay「Men's Collection」 独占インタビュー掲載（2018年7月27日）
- muevo pick upに特集掲載（2018年8月22日）
- 崎山つばさ with 桜men a-nation 2018 supported by dTV & dTVチャンネル（2018年8月26日）
- 名古屋能楽堂 ソロコンサート（2018年9月1日）
- 桜men OTODAMA 2018 （2018年9月7日）
- Lily-Jay「Men's Collection」独占インタビュー掲載（2018年7月27日）
- 崎山つばさ with 桜men 崎山つばさソロコンサートZeppDivercityTokyo（2018年12月25日）
- HANABI ELE TOKYO Countdown Party 2018-2019（2018年12月31日）
- HANABI 渋谷カウントダウン｢YOU MAKE SHIBUYA COUNTDOWN 2018→2019｣（2018年12月31日）

2017年
- FM NACK5｢monaka｣出演（2017年1月4日）
- ニッポン放送「土屋礼央 レオなるど」出演（2017年1月12日）
- ROPPONGI C★LAPSにてソロアルバム｢祈り｣発売記念Live（2017年1月27日）
- 狂言師大藏基誠が監修・脚本・演出する｢THE FACTORY｣出演（2017年2月24日～26日）
- JFN13局ネット「DAY BY DAY～Talk to You～」 出演（2017年3月2日）
- 高梁国際ホテルチャリティーランチソロコンサート（2017年3月12日）
- DHCキレイを磨く！エクストリームBeauty 出演（2017年3月27日）
- ヤクルトVS巨人戦オープニングセレモニー出演（2017年4月30日）
- NHKラジオ第1「ラジオ深夜便 にっぽんの音」出演（2017年5月22日）
- ムジークフェストなら2017 十輪院にてコンサート（2017年6月22日）
- ムジークフェストなら2017 當麻寺にてコンサート（2017年6月23日）
- THE FACTORY 四天王寺奉納Live（2017年7月7日）
- 川井郁子 Passion in クラブeX 〜with 東山義久〜（2017年8月4日）
- 東京JazzFestival ポール・グラボウスキー with special guest 中村仁樹(2017年9月4日）
- 崎山つばさ with 桜men リリースイベントin東京・池袋サンシャインシティ（2017年11月1日）
- 崎山つばさ with 桜men リリースイベントin東京・東京ドームシティ（2017年11月3日）
- 崎山つばさ with 桜men リリースイベントin愛知・エアポートウォーク名古屋（2017年11月4日）
- 崎山つばさ with 桜men リリースイベントin大阪・くずはMALL（2017年11月5日）

2016年
- フジテレビ『キュンメンミニッツ』出演（2016年3月）
- フジテレビ『幸せ追求バラエティ 金曜日の聞きたい女たち』出演
- ホテルニューオータニ鳥取公演（2016年5月28日）
- ムジークフェストなら2016 瑜伽神社にてソロコンサート（2016年6月13日）
- ムジークゲストなら2016 壺阪寺にてソロコンサート2016年6月14日）
- David J. Production Presents「GIFT」にHANABIで出演（2016年8月10日）
- NHK「にっぽんの芸能」出演（2016年8月26日）
- NHK-FM「邦楽ジョッキー」出演（2016年9月2日）
- おかやま国際音楽祭2016出演（2016年10月16日）
- ジャパンフェスティバルinアムステルダム出演（2016年10月23日）
- FM愛媛「SOLATO presents 千宝美のNatural Breeze」出演（2016年11月6日）
- MOSHI MOSHI NIPPON FESTIVAL 2016」出演（2016年11月27日）
- ラジオ日本「Hello！I,Radio」出演（2016年11月28日）
- ELE TOKYO×HANABI NEW YEAR PARTY（2016年12月31日）

2015年
- 岡山県瀬戸内マリンホテルにて単独ディナーショー開催（2015年1月17日）
- テレビ東京『木曜8時のコンサート〜名曲!にっぽんの歌〜』にて鳥羽一郎・水谷千重子（友近）と共演（2015年2月5日放送）
- テレビ朝日『関ジャニの仕分け∞』に楽器対決で出演（2015年3月7日）
- 戦国無双 声優奥義外伝 2015春出演
- 南海放送、ネスカフェアンバサダーCM出演。
- ビルボードライブ大阪 川井郁子ヴァイオリンコンサート（2015年5月18日）
- ビルボードライブ東京 川井郁子ヴァイオリンコンサート（2015年5月20日）
- ブルーノート名古屋 川井郁子ヴァイオリンコンサート（2015年5月15日）
- ネオロマンス20thアニバーサリーコンサート出演
- 春日大社にてソロコンサート（2015年6月21日）
- 當麻寺にてソロコンサート（2015年6月22日）
- 東京MXテレビ『ようこそ櫻の国へ』に出演（2015年6月21日）
- 第39回トヨタロビーコンサート出演
- 和太鼓奏者小川大介とともにマレーシア公演
- 主婦の友社『LINDAμ’s』〜見目麗しき伝統男子〜特集記事でインタビュー掲載(2015年8月号）
- 『遙かなる時空の中で』シリーズライブイベント『ネオロマンス♥ライヴ 遙か祭2015』2015年9月12日・13日パシフィコ横浜 国立大ホール出演
- 増上寺にて仏教成人大学講師（2015年10月13日）
- 「MOSHI MOSHI NIPPON FESTIVAL 2015 in TOKYO」出演（2015年11月7日）
- 宇和島伊達400年祭グランドフィナーレ宇和島伊達絵巻〜未来に向かって〜にて、中村仁樹with400年祭記念SpecialBandで演奏。400年祭記念曲を披露。（2015年11月21日）
- 宇和島文化大使に任命。
- 鳥取県わらべ館にてソロコンサート（2015年11月27日）
- フジテレビ『イケてる男とブサイク』出演（2015年12月23日）
- フジテレビ『イケてる男と聞きたい女～聖なる夜に女の疑問解消SP～』出演（2015年12月25日）

2014年
- ビルボードライブ東京 川井郁子ヴァイオリンコンサートfeaturing 蓮 (2014年3月16日）
- ビルボードライブ大阪 川井郁子ヴァイオリンコンサートfeaturing 蓮 (2014年4月10日）
- 大藏基誠プロジェクト「日本の風」にて中国公演。
- 唐招提寺公演
- 當麻寺公演
- HeavyRockバンドHeavensDustにて韓国公演。
- TOYOTAナーダム2014にてモンゴル公演。
- マガジンハウス出版「YUCARI vol.13」にオススメの音楽の特集インタビュー記事掲載（2014年3月21日発売）
- JR東海presents都のかなでコンサートにてヴァイオリニスト・川井郁子と共演（2014年10月11日）

2013年
- 第19回くまもと全国邦楽コンクール優秀賞受賞
- 週刊文春で『和系イケメン王子』として特集記事（2013年9月19日号）
- フジワラテクノアートPresents 川井郁子コンサートで共演(2013年10月6日）
- 横浜モーションブルー日加文化交流イベント(2013年10月8日）
- 国際交流基金文化芸術交流海外派遣事業アフリカツアー、マラウイ公演（2013年10月～11月）
- NHK邦楽ジョッキー出演（2013年11月29日放送）

2012年
- TBS『大覚寺音舞台』出演
- 中国公演。
- 古佐小基史、PaulMcCandlessと共にアメリカ公演。カテドラルなどで演奏。liveアルバムを発表
- NHK「こんにちはいっと6けん人生”わたし”流」出演。

2011年
- 日テレ『新型学問 はまる!ツボ学』
- ブレイクするイケメン特集出演
- NHKニュース『おはよう日本』にてトルコ・アルジェリア公演放送
- エフォート『きずな』特集記事掲載

2010年
- 国際交流基金主催『2010年トルコにおける日本年』事業にてトルコ・アルジェリア公演
- 坂本冬美ツアーコンサート参加
- 光絵作家・和代人平と共演
- 書道家・紫舟と共演

2009年
- 東京文化会館にて、ソリストとしてライム・レディース・オーケストラと共演
- ITSCOM 「ケーブルテレビコンサート」

2008年
- 宇和島大賞受賞
- FM愛媛「公開録音live」

2007年
- 宇和島大賞受賞
- 第二回和陽グループコンテスト優勝
- 読売新聞賞、日本民謡協会賞、藤田奨励賞受賞
- YAMAHA渋谷ミュージックスクエア道玄坂店講師
（現、YAMAHAミュージックアヴェニュー渋谷公園通り店）

2006年
- 東京藝術大学音楽学部邦楽科尺八専攻卒業
- 第一回和陽グループコンテスト準グランプリ
- 第三回東京邦楽コンクール優勝
- NHK邦楽オーディション合格。NHK-FM「邦楽のひととき」にて放送。
- TBS『東福寺音舞台』
- コシノジュンコのファッションショーにて演奏。

2004年
- 第六回尺八新人王決定戦
- 長江杯アンサンブル部門にて優秀賞受賞